# Straszewo (Wągrowiec)
Straszewo – osiedle położone we południowo-wschodniej części Wągrowca.
Dawniej Straszewo było nazywane Jaśniakiem (tej nazwy używają już wyłącznie starsi mieszkańcy miasta), osiedle położone jest nad rzeką Nielbą. Dawniej była to wieś stanowiąca własność cystersów z klasztoru w Łeknie. (obejmuje m.in. ulice: Łakińskiego, Palińskiego, Polną, Przybyszewskiego, Siostry Joanny, Straszewską oraz nową ul. Piaskową). Obecnie największe, co do liczby ludności, osiedle Wągrowca, na dodatek stale się rozbudowujące.